# Aleksiej Białynicki-Birula

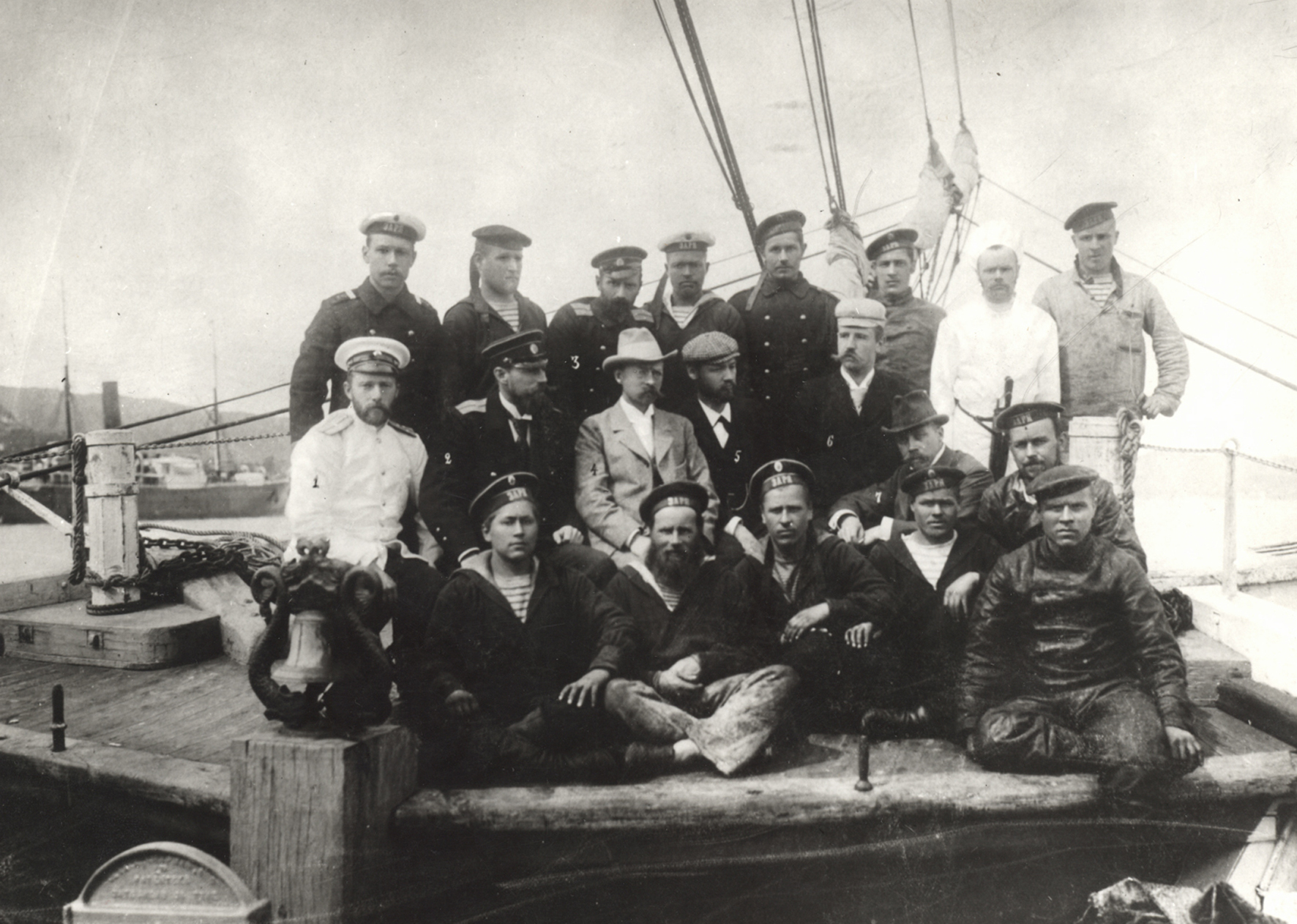
Białynicki jako członek załogi statku Zaria (piąty w drugim rzędzie)

Aleksiej Andriejewicz Białynicki-Birula (ros. Алексей Андреевич Бялыницкий-Бируля
ur. 24 października 1864 w Babkowie w ujeździe orszańskim, zm. 18 czerwca 1937 w Leningradzie) – rosyjski zoolog, podróżnik, badacz polarny.
Syn Andrieja-Aleksieja Simplicjanowicza i Zofii z Lisowskich. Ukończył studia przyrodnicze na Uniwersytecie w Sankt Petersburgu. Uczestnik wyprawy Eduarda Tolla na Wyspy Nowosyberyjskie (1900-03). Członek korespondent Rosyjskiej Akademii Nauk (1923), profesor na Uniwersytecie Leningradzkim. W 1930 roku aresztowany, rok później skazany na trzy lata łagru.